# Karl Gottfried von Görne
Karl Gottfried von Görne (* 1718; † 1. Mai 1783 auf Nieder-Gören (Niedergörne)) war ein preußischer Oberst, Kommandeur eines Grenadierbataillons sowie Generalintendant der Armee.

## Leben

### Herkunft
Sein Vater war Andreas Christoph von Görne (* 2. Juni 1674; † 25. November 1722) Erbherr auf Nieder-Gören und dessen Ehefrau Dorothea Luise, geborene von Krusemark (* 15. März 1676; † 19. April 1739).

### Militärlaufbahn
Görne ging 1735 in preußische Dienste und kam zum Infanterieregiment „Herzog von Braunschweig“. Er nahm am Ersten und Zweiten Schlesischen Krieg teil. Im Jahr 1740 wurde Görne Sekondeleutnant, 1747 Premierleutnant. Danach nahm er am Siebenjährigen Krieg teil, wurde 1756 Stabskapitän und 1757 Kapitän. 1760 erhielt er seine Beförderung zum Major und wurde Kommandeur eines Grenadierregiments (zuvor Stechow), das aus den Grenadierkompanien der Regimenter „von Wunsch“ und „von Keniz“ formierte. Görne wurde in den Schlachten von Kolin und Liegnitz schwer verwundet. Daraufhin war er nicht mehr felddiensttauglich und wurde daher 1769 zum Oberst und Generalintendant der Armee ernannt, dazu erhielt er noch das Invalidenversorgungswesen. 1779 fiel Görne aber in Ungnade und wurde entlassen. Jakob von Colong trat seine Nachfolge an. Er zog sich auf sein Gut Nieder-Gören zurück, wo er am 1. Mai 1783 starb.

### Familie
Görne war mit Henriette Wilhelmine von Greiffenberg (1732–1789) aus der Uckermarck verheiratet. Das Paar hatte mehrere Kinder, darunter:
- Johann Friedrich Kurt (1757; † 11. April 1795 ertrunken bei Stendal), Rittmeister ⚭ Johanna Maria Marianne von Entier (* 14. Februar 1758; † 22. April 1795)
- Kurt Ferdinand (* 1. August 1759; † 25. August 1818)
 ⚭ Friederike Luise Charlotte von Schlieffen (* 4. Oktober 1752; † 26. April 1788)
 ⚭ Friederike Charlotte Wilhelmine Lemmern (* 11. Dezember 1768; † 18. September 1794)
 ⚭ Friederike Auguste Charlotte Agnesa von Kleist (* 27. April 1778; † 1850)[3]
- Eleonore (* 6. Mai 1762)
- Maria Sophia († 1809) ⚭ Hans Christoph von Borstell (1699–1756)

Über seinen Sohn Johann Friedrich Kurt ist er ein direkter Vorfahre des Ministerpräsidenten Erhard Hübener.